# Sebastian Fischer
Sebastian David Fischer (ur. 8 października 1982 w Monachium) – niemiecki aktor telewizyjny, teatralny i filmowy.

## Kariera
W latach 2003–2007 studiował aktorstwo w Hochschule der Künste Bern (HKB) w Bernie. Zadebiutował na małym ekranie jako król Michael w Rumpelsztyk (2007) z cyklu ZDF Najpiękniejsze baśnie braci Grimm.
W latach 2008–2012 grał występował w Stadttheater Gießen, w Altes Schauspielhaus w Stuttgarcie, a także w Salzburger Landestheater, jako Goethe w spektaklu Faust I (2009), Kasperl w przedstawieniu Otfrieda Preusslera Rozbójnik Hotzenplotz (2009), a także Franzi Flute w Nightfever (2011) i Thisbe w komedii szekspirowskiej Sen nocy letniej (2011).

## Wybrana filmografia

### filmy fabularne
- 2007: Rumpelsztyk jako król Michael
- 2008: Einmal Toskana und zurück (TV) jako Jonas Steigelmann
- 2009: Die Freundin der Tochter (TV) jako Erik
- 2011: Für immer 30 (TV) jako Felix
- 2012: Willkommen in Kölleda (TV) jako Timo
- 2015: Venusfliegenfalle (film krótkometrażowy) jako Donnie

### Seriale TV
- 2008: Die Rosenheim-Cops jako Richard Hahn
- 2008: Notruf Hafenkante jako Florian Schütz
- 2010: Górski lekarz (Der Bergdoktor) jako Markus Sattler
- 2010: Unsere Farm in Irland jako John Marshall
- 2015: Z boską pomocą (Um Himmels Willen)
- 2016: Die Rosenheim-Cops jako Holger Weigel
- 2017: Tatort: Hardcore jako Hendrik
- 2017-2018: Burza uczuć (Sturm der Liebe) jako Viktor Saalfeld